# Apostolos-Nikolaidis-Stadion

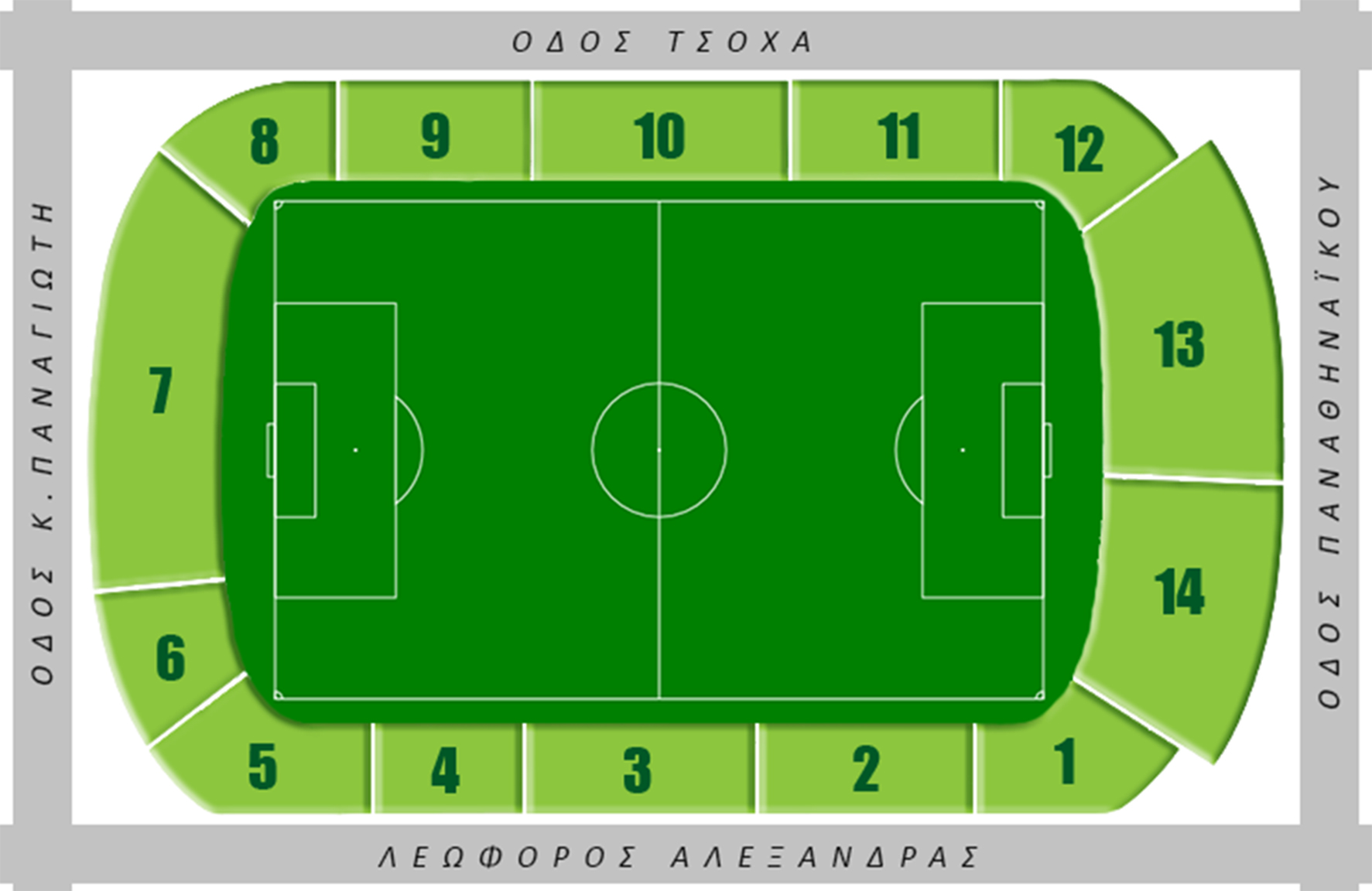
Tribünenplan

Das Apostolos-Nikolaidis-Stadion (griechisch Γήπεδο Απόστολος Νικολαΐδης) ist ein reines Fußballstadion in der griechischen Hauptstadt Athen. Es ist im Besitz des Sportvereins Panathinaikos Athen. Seinen Namen trägt es zum Gedenken an den Sportler und Funktionär Apostolos Nikolaidis, der über Jahre dem Verein angehörte und später auch dessen Präsident war. Das Stadion nimmt in der griechischen Fußballgeschichte eine herausragende Position ein und bietet bis heute einer Vielzahl von Panathinaikos Sportabteilungen eine Heimstätte.

## Lage
Das Stadion befindet sich im Zentrum Athens im Bezirk Ampelokipi am Fuße des Lykavittos an der Leoforos Alexandras.

## Geschichte
Am 19. Januar 1921 wurde Panathinaikos Vereinsgründer Giorgos Kalafatis im Rahmen einer Vereinssitzung damit beauftragt, ein Grundstück zu finden, auf welchem ein neues, vereinseigenes Stadion errichtet werden sollte. Bis zu diesem Zeitpunkt spielte und trainierte Panathinaikos Fußballabteilung auf einem Sportplatz in der Nähe des Pedio tou Areos. Drei Monate später fiel die Wahl auf das Grundstück im Athener Stadtteil Ambelokipi. Dieses war im Besitz der Stadt Athen und wurde Panathinaikos zur Verfügung gestellt.
Mit den ersten Baumaßnahmen wurde 1922 begonnen. Im Juli 1924 wurde nach Entscheidung des griechischen Parlaments das Grundstück Panathinaikos überschrieben. 1928 erhielt das Stadion seine erste in Holzbauweise errichtete Tribüne. 1931 wurde die erste in Stahlbeton errichtete Tribüne mit einem Fassungsvermögen von 1.500 Zuschauern eingeweiht, deren Mantel auch Sportstätten für die Box-, Turn- und Fecht-Abteilungen des Vereins beherbergte. 1933 entstand die überdachte Tribüne auf der heutigen Gegengeraden. 1936 wurde das Stadion umfangreichen Sanierungsmaßnahmen unterzogen. Mit Beginn des Zweiten Weltkriegs wurde das Stadion vom griechischen Militär beschlagnahmt, um dessen Räume als Militärkrankenhaus nutzen zu können. Nachdem das Stadion 1942 von der Wehrmacht in Besitz genommen worden war, kam es nach einem Angriff von Partisanen zu größeren Schäden am Baukörper. Eine Beseitigung sämtliche Schäden erfolgte erst nach Kriegsende.
1948 erhielt das Stadion als Erstes in Griechenland eine Flutlichtanlage. Im gleichen Jahr wurden die Baumaßnahmen an der Haupttribüne abgeschlossen, die fortan 8.000 Zuschauern Platz bot. 1950 begannen die Bauarbeiten an der Westkurve. Diese wurden ein Jahr später abgeschlossen und erhöhten die Zuschauerkapazität des Stadions auf insgesamt 13.000 Plätze. 1949 begann Panathinaikos unterhalb der Westkurve mit dem Bau eines Schwimmbeckens. Die Neuerrichtung der Ostkurve erfolgte 1955. 1958 bekam das Stadion als erstes Griechenlands einen Rasenbelag.
1984 verließ schließlich auch Panathinaikos das heimische Stadion, um in das damals neu errichtete Athener Olympiastadion zu ziehen. 2000 nahm man für 7 Mio. € Modernisierungsarbeiten am Stadion vor und Panathinaikos kehrte noch einmal an seine alte Heimstätte zurück.
Im Frühling 2005 entzog die UEFA dem Stadion die Zulassung zur Austragung von Champions-League-Spielen. Gründe hierfür waren unter anderem die beengten Verhältnisse rund um das Stadion sowie die veraltete Infrastruktur. Da sich das Apostolos-Nikolaidis-Stadion in einem der am dichtest besiedelten Bezirke Athens befindet und die Stadt Athen einen Neubau an gleicher Stelle kategorisch ausschloss, sah sich Panathinaikos gezwungen, im Sommer des gleichen Jahres wieder ins Olympiastadion zu ziehen.

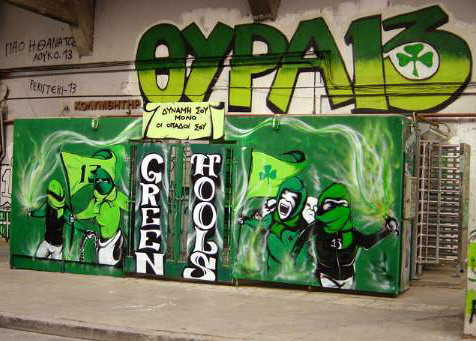
Graffiti am Eingang des Gate 13

Das Stadion in seiner jetzigen Form sollte es ursprünglich nur bis zum Anfang der 2010er Jahre geben. Panathinaikos plante, im Bezirk Votanikos (2,5 km westlich des Stadtzentrums) einen neuen Sportkomplex (Marfin-Stadion) zu errichten, der alle Sportabteilungen beheimaten sollte. Das neue Fußballstadion sollte hierfür bereits 2010 fertiggestellt worden sein. Für die neuen Grundstücke sollte im Tausch das Apostolos-Nikolaidis-Stadion sowie das dazugehörige Grundstück an die Stadt Athen zurückgegeben und im Anschluss abgerissen werden. An gleicher Stelle sollte ein Stadtpark entstehen, der auch ein Museum des Vereins vorsah. Zudem sah das Projekt vor, dass die Westkurve mit dem berühmten Gate 13 als Denkmal stehen gelassen werden sollte.
2013 wurden lang andauernde Rechtsstreitigkeiten im Zusammenhang mit dem Bau des Stadions geklärt. Der Areopag entschied, dass das Stadion in Votanikos gebaut werden darf. Insbesondere muss das alte Apostolos-Nikolaidis-Stadion nicht umgehend abgerissen werden, sondern darf bis zur Fertigstellung der neuen Arena bestehen bleiben.
Da Panathinaikos Athen in der Saison 2013/14 die Miete für das Olympiastadion nicht mehr aufbringen konnte und zudem bemängelte, der Verein müsse eine höhere Miete zahlen als AEK, spielt der Verein seither wieder im sanierten Apostolos-Nikolaidis-Stadion. Die Rückkehr in das Apostolos-Nikolaidis-Stadion sollte auch als politisches Druckmittel dienen, den eigenen Stadionneubau voranzutreiben, da Panathinaikos, solange es im Olympiastadion geblieben wäre, als Mieter die Arena unterhalten hätte.
2016 entstanden neue V.I.P.-Logen im Bereich der Haupttribüne über den Blöcken 2 bis 4.
Durch den Schneesturm Elpida am 25. Januar 2022 kollabierte, auf Grund der hohen Schneelasten, das Dach der Haupttribüne.

## Bedeutung des Stadions für den griechischen Sport
Nachdem die erste Tribüne errichtet worden war, fanden dort in den nächsten etwa 50 Jahren alle bedeutenden nationalen wie internationalen Begegnungen griechischer Vereinsmannschaften sowie der Nationalmannschaft statt.
Neben der Fußballabteilung von Panathinaikos trugen auch AEK Athen, Olympiakos Piräus, Apollon Athen, Athinaikos Athen oder auch die Nationalmannschaft zeitweise ihre Heimspiele im Apostolos-Nikolaidis-Stadion aus.
Das Apostolos-Nikolaidis-Stadion war 21 Mal Austragungsort des Finales um den griechischen Fußballpokal. Lediglich das Athener Olympiastadion weist eine höhere Anzahl auf.
Im Vorfeld zur Qualifikation für die Fußball-Europameisterschaft 2004 bat der griechische Nationaltrainer Otto Rehhagel den Verband darum, sämtliche Heimspiele im Apostolos-Nikolaidis-Stadion austragen zu lassen. Rehhagel versprach sich von dieser Maßnahme einen psychologischen Vorteil seiner Mannschaft. Im Gegensatz zum weitläufigen Olympiastadion befinden sich an der Leoforos die Zuschauerränge unmittelbar am Spielfeldrand, so dass die Zuschauer einen deutlich höheren Druck auf die Gastmannschaft ausüben können. Griechenland gewann in seiner Gruppe 6 drei von vier Heimspielen und qualifizierte sich als Gruppensieger für die anschließende Europameisterschaft, welche dann mit einem 1:0-Finalsieg über Portugal gewonnen werden konnte.
Das Apostolos Nikolaidis war Austragungsort des ersten auf griechischem Boden ausgetragenen Baseballspiels. Am 11. April 1946 trafen dort die Besatzungen der Missouri und der Providence aufeinander.

## Mantelnutzung

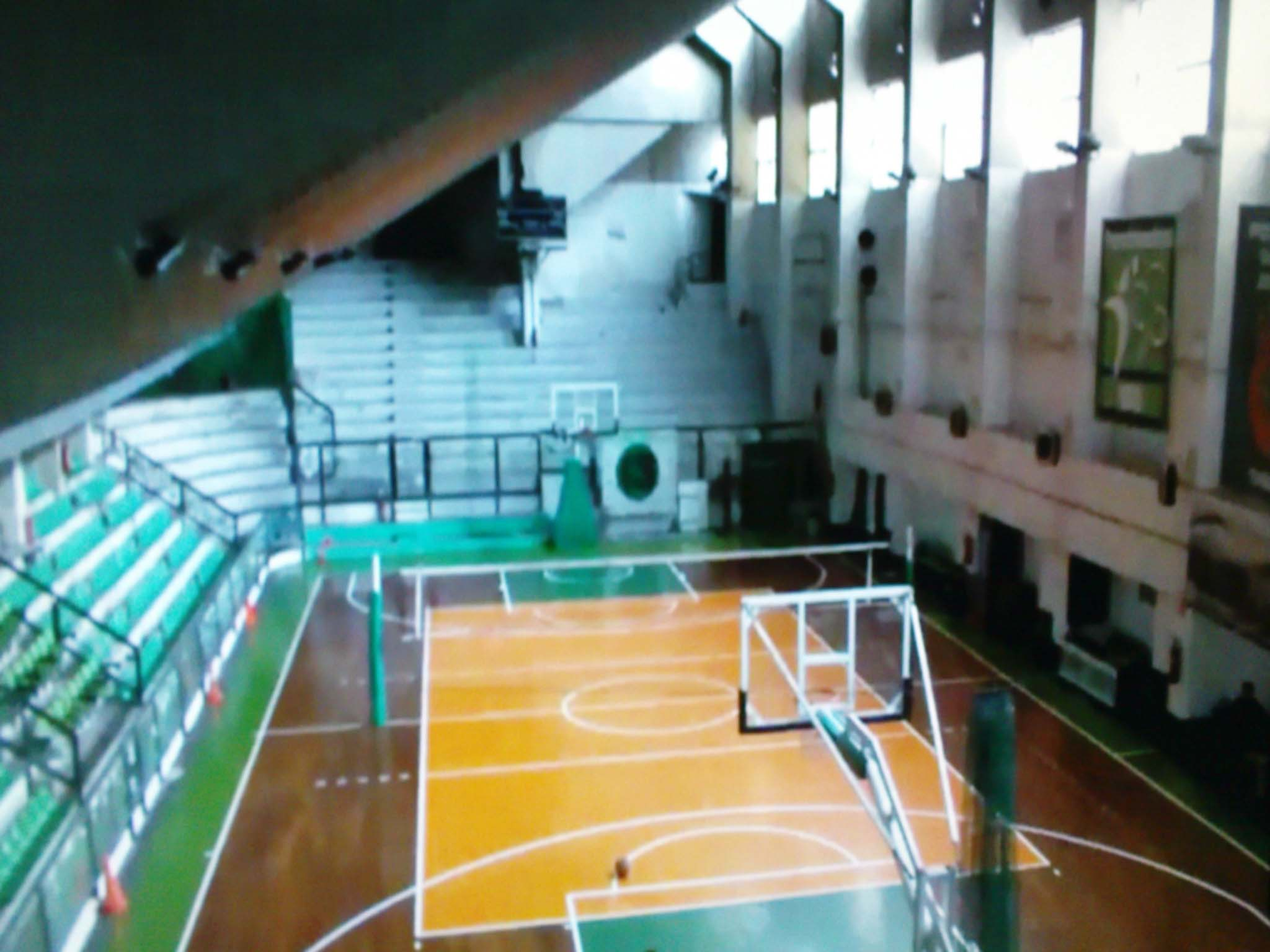
Sporthalle unter den Blöcken 6 und 7

Unterhalb der Ostkurve (Gate 6–7) befindet sich seit 1959 die erste in Griechenland errichtete Sporthalle. Die etwa 1.500 Zuschauerplätze fassende Halle dient zurzeit den Damenabteilungen im Basketball von Panathinaikos als Heimstätte. Die Herrenabteilungen, die früher auch ihre Heimspiele an gleicher Stelle austrugen, zogen aufgrund der geringen Zuschauerkapazität in größere Sportarenen um. 2015 wurde die Sporthalle zu Ehren des langjährigen Präsidenten der Basketballabteilung in Pavlos Giannakopoulos umbenannt.
Neben der Sporthalle befinden sich unterhalb der verschiedenen Tribünen auch ein Schwimmbad (Westkurve, Gate 13–14), verschiedene Trainingshallen sowie Umkleidekabinen und eine V.I.P.-Bar (Nordtribüne). Das Stadion war so über Jahrzehnte Heimat nahezu aller Sportabteilungen von Griechenlands größtem Sportverein.
Unterhalb der Südtribüne befindet sich ein Fanshop von Panathinaikos, der der erste seiner Art in Griechenland war.
Die aktuelle Nutzung der Räumlichkeiten ist der nachstehender Tabelle zu entnehmen.
| Gate  | Sportabteilung              |
| ----- | --------------------------- |
| 1     | Gewichtheben                |
| 2     | Bogenschießen               |
| 3     | Tischtennis                 |
| 5     | Boxen und Ringen            |
| 6 + 7 | Basketball (Damenabteilung) |
| 12    | Fechten                     |
| 14    | Sportschießen               |

## Daten

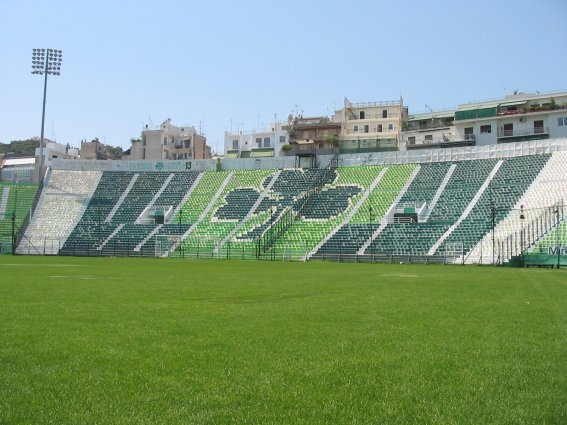
Blick auf die Westkurve mit der berühmten Gate 13 (links)

- Zuschauerrekord: 29.665 bei der Partie Panathinaikos Athen gegen den FC Bayern München (18. Oktober 1968)[8]
- Aktuelles Fassungsvermögen: 16.620 (ausschließlich Sitzplätze)
- Zwischen 1931 und 1991 war das Stadion 21 Mal Austragungsort für das Finale im Griechischen Vereinspokal.